# Sortbroget Dansk Landrace (svinerace)
Sortbroget Dansk Landrace er en dansk svinerace, som er fremavlet omkring 1880.
Førhen indkrydsede man – ganske som i dag – alle tænkelige udenlandske svineracer i de danske svin, og med meget blandede resultater. I 1880 gik statskonsulent P.A. Mørkeberg ind for at standse dette avlsroderi. Man indsamlede nogle af de sidste rene eksemplarer af danske svin og opbyggede hermed det forbedrede rene danske landsvin, som blev stærkt udbredt, der oprettedes en række avlscentre og materialet blev delt i en hvid og en sortbroget linje.
De sorte børster i de sortbrogede svin gjorde dog af kosmetiske grunde kødet knapt så populært hos forbrugerne, og da det ydermere blev umoderne med et tykt spæklag, fortrængtes det sortbrogede landsvin efterhånden af det magrere, hvide baconsvin.
Det sortbrogede danske landsvin, hvoraf nogle dyr har halstitter, har imidlertid mange gode egenskaber: Dets ret mørke kød er først og fremmest saftigt og velsmagende. Det er et meget hårdført dyr, der kan gå ude året rundt. Det føder store kuld af levedygtige grise og har blandt pattedyr verdensrekord for antal levendefødte unger: Den sattes i 1961 af en so fra Korsør, som nedkom med 34 vitale smågrise. Med en alder på 36 år satte en anden sortbroget dansk so rekord i leveår for svin.
En overgang fandtes den eneste besætning af sortbrogede svin af gammel type og med halstitter i Danmarks Husdyrpark på Nordfyn, men som et led i bestræbelserne på at genudbrede racen har salg til økologiske landbrug og landbrugsmuseer fundet sted.